# داک هستینگس
داک هستینگس (به انگلیسی: Doc Hastings) زاده ۷ فوریه ۱۹۴۱ نمایندهٔ حوزه انتخابیه چهارم واشینگتن از حزب جمهوری‌خواه ایالات متحده آمریکا در مجلس نمایندگان ایالات متحده آمریکا است که برای نخستین‌بار در ۷ ژانویه ۱۹۹۵ میلادی به‌عضویت این مجلس درآمد.